# Partibok

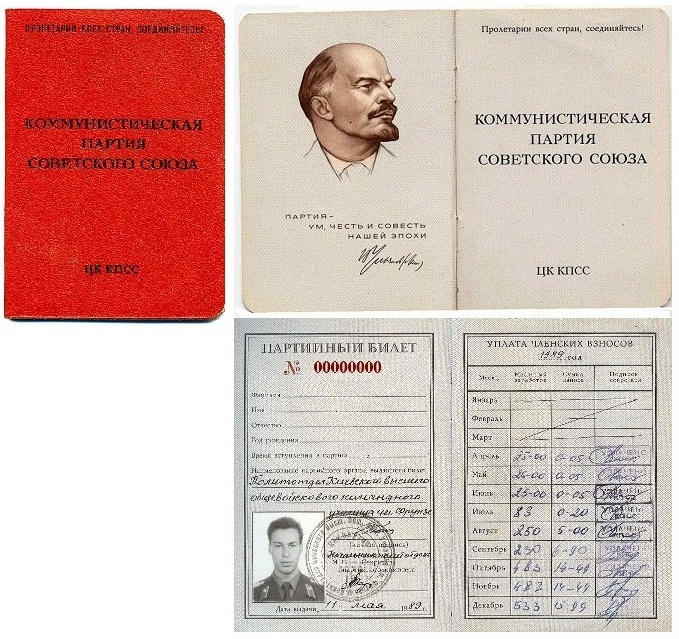
Partibok från Sovjetunionens kommunistiska parti.

En partibok är en tryckt bok, liknande ett pass, som används som medlemsbevis i ett politiskt parti.
Partiböcker används sällan idag, men uttrycket partibok används fortfarande som metonym för partimedlemskap och ofta nedvärderande om medlemskap i Socialdemokraterna (SAP) som anledning till utnämningar till höga tjänstemannabefattningar.